# Claudia Huaiquimilla
Claudia Huaiquimilla (5 de noviembre de 1987) es una directora chilena, de origen mapuche por su padre. Sus dos largometrajes Mala junta y Mis hermanos sueñan despiertos han recibido varios premios en Chile y en el extranjero. 

## Biografía

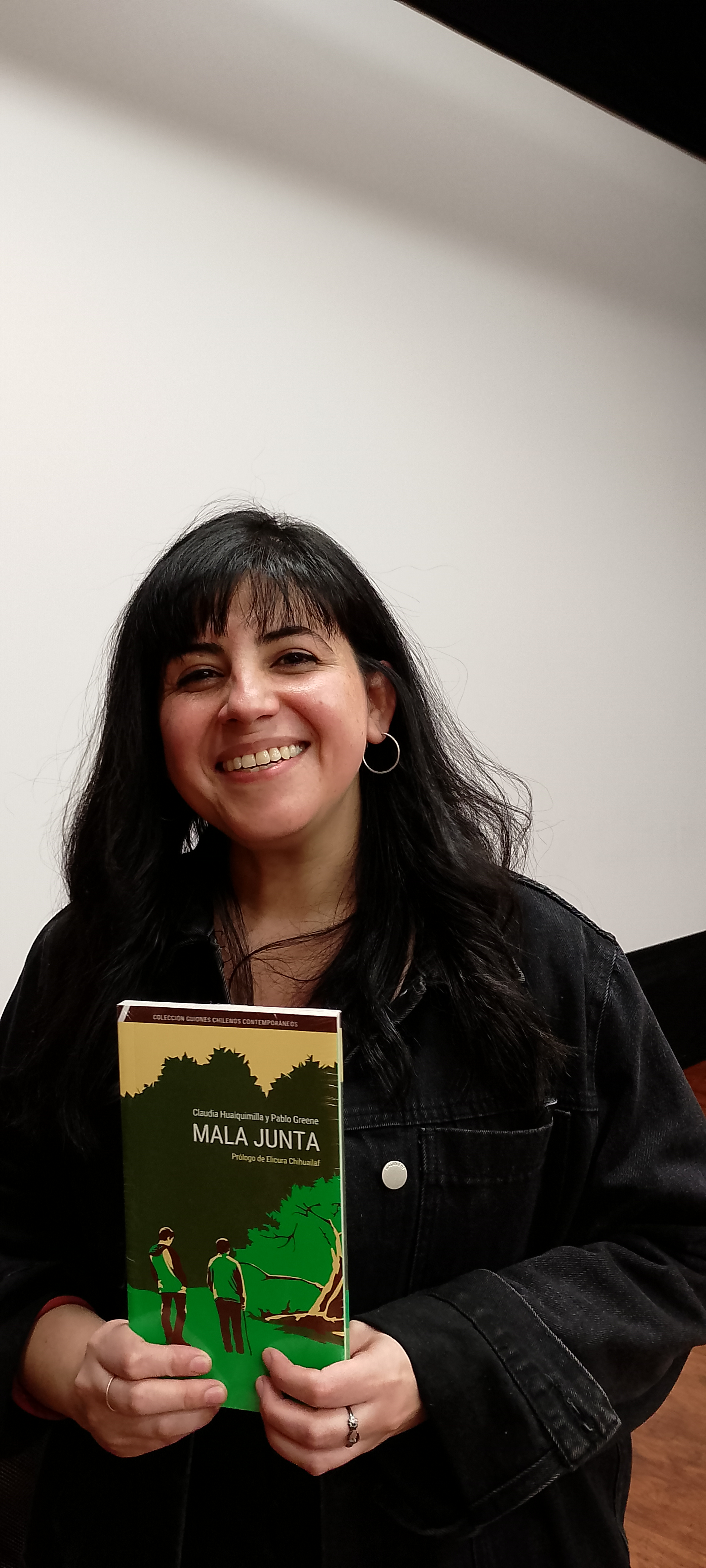
Claudia Huaiquimilla en la presentación del guion de película "Mala junta" en Universidad Católica de Chile en abril de 2025

Claudia Huaiquimilla nació en 1987. Su padre es mapuche y su familia es parte de la comunidad Lawan. Durante su niñez, vivió en La Florida con su madre.
Estudió dirección audiovisual en la Pontificia Universidad Católica de Chile, En 2012, su cortometraje de títulación, San Juan, la noche más larga. recibió varios premios, en particular en los festivales de Valdivia y de Clermont-Ferrand.
Junto a Pablo Greene fundan la productora Lanza Verde, y realizan su primer largometraje, Mala junta, el cual cuenta la amistad de dos adolescentes en el sur de Chile, abordando las discriminaciones que sufren los mapuches y la condición difícil de los niños a cargo del estado chileno. Los asuntos de acoso, los prejuicios, el desarraigo y la crisis de identidad fueron también presentes. La película tuvo un exitoso recorrido festivalero que culminó con 40 premios nacionales e internacionales (entre ellos, 4 Premios Pedro Sienna), y 2 nominaciones a los Premios Platino.
Entre 2017 y 2019, realizó varios videoclips para la cantante Denise Rosenthal.
La proyección de Mala junta en centros del Servicio Nacional de Menores inspiró la idea de su segundo largometraje: Mis hermanos sueñan despiertos, estrenada en el Festival de Locarno y galardonada en el Festival Internacional de Cine en Guadalajara. a Mejor Película, Mejor Guion (Claudia Huaiquimilla y Pablo Greene) y Mejor Actor (Iván Cáceres). La película fue elegida para representar a Chile en los premios Ariel 2022, otorgados por la Academia mexicana de los artes y de las ciencias cinematográficas.
Claudia Huaiquimilla fue codirectora con Gaspar Antillo de la serie 42 días en la oscuridad, primera serie de ficción de Netflix en Chile.

## Filmografía

### Cortometraje
- 2012: San Juan, la noche más larga

### Videoclips
- 2017: Isidora, de Denise Rosenthal[13]
- 2018: Cabello de ángel, de Denise Rosenthal[13]
- 2019: El amor no duele, de Denise Rosenthal[7]

### Largometrajes
- 2016 : Mala junta
- 2021 : Mis hermanos sueñan despiertos

### Serie
- 2022 : 42 días en la oscuridad

## Premios y reconocimientos
- Galardonada con el Premio Agustín Siré, entregado por la Academia Chilena de Bellas Artes.
- Premio Pedro Sienna 2018 a Mejor Dirección y Mejor Guion (junto a Pablo Greene) por Mala junta.
- Mejor Película para Mala junta (2016) y Mis hermanos sueñan despiertos (2021) en el Festival Internacional de Cine de Valdivia.
- Premio del Público y Premio del Liceo de la Ficción en el Festival Cinélatino de Toulouse para Mala junta,[14][15]
- Festival Internacional de Cine en Guadalajara: Mejor película, Mejor actor y Mejor guion para Mis hermanos sueñan despiertos[8]
- Gran Premio y Premio del Público al festival Cinélatino de Toulouse para Mis hermanos sueñan despiertos[14]